# Whit Bissell
Whit Bissell, född 25 oktober 1909 i New York, död 5 mars 1996 i Woodland Hills, Kalifornien, var en amerikansk skådespelare. Bissell medverkade i över 300 roller i film och TV, så gott som alltid i biroller av varierande betydelse.

## Filmografi i urval
- 1947 – Fy på sej, gamla människan!
- 1948 – Reptilen
- 1948 – Nattmänniskan
- 1950 – Farlig väg
- 1954 – Sånt händer med flickor
- 1955 – Skräckens timmar
- 1957 – Sheriffen i Dodge City
- 1958 – Kedjan
- 1959 – Våldet och lagen
- 1960 – Tidmaskinen
- 1960 – 7 vågade livet
- 1962 – Fången på Alcatraz
- 1963 – Vildast av dem alla
- 1964 – 7 dagar i maj
- 1970 – Airport – flygplatsen
- 1973 – Soylent Green – USA år 2022